# La Sarraz
La Sarraz is een gemeente in Zwitserland. Het ligt in het Zwitserse deel van de Jura.
Het kasteel van La Sarraz staat sinds 2010 op de Europese Erfgoedlijst. De bouw ervan begon in 1049 en betekende het begin van de gemeente.

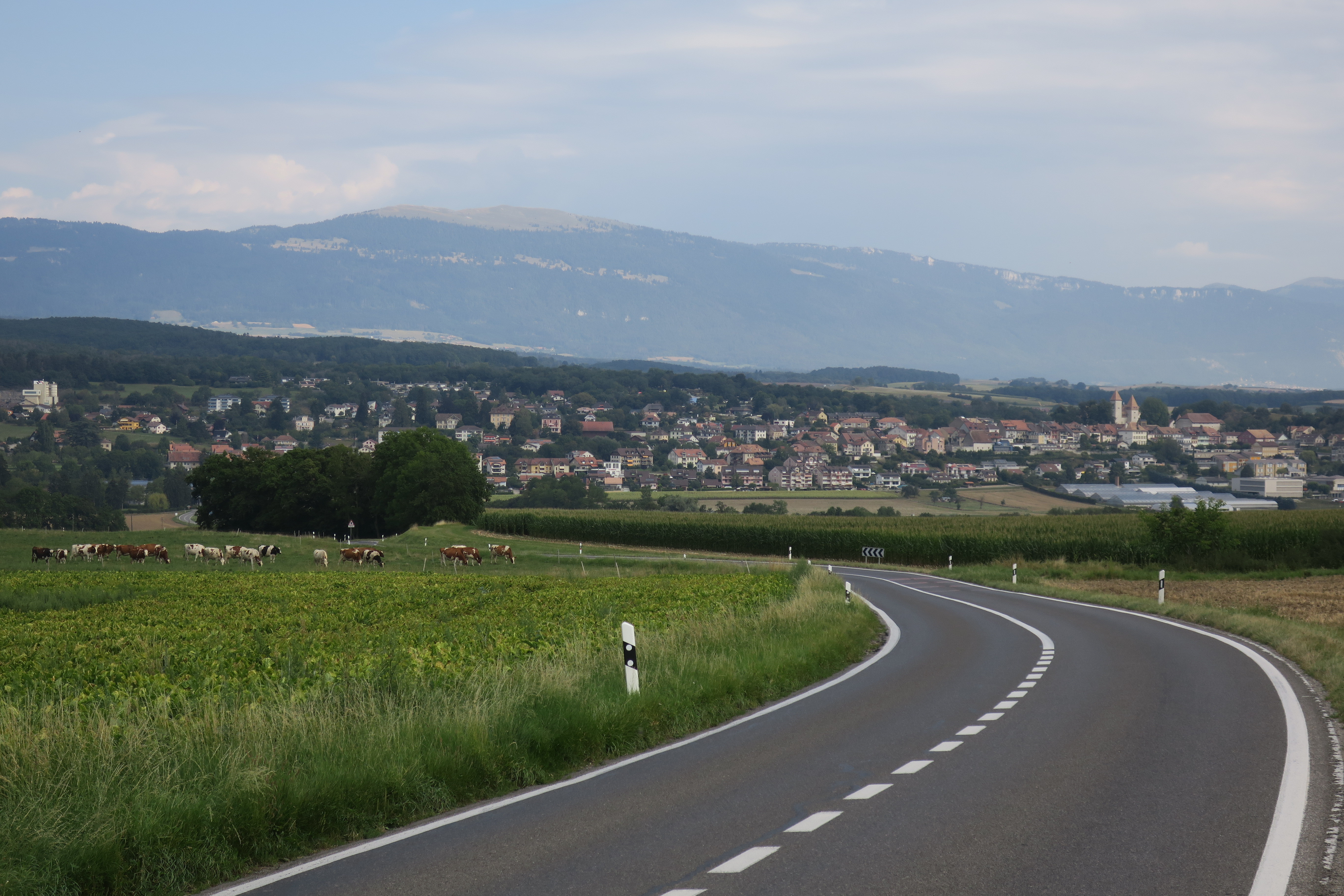
uit het zuiden

## Geboren
- Adrien Thélin 1842-1922, politicus

## Websites
- Statistische gegevens over deze gemeente bij Bundesamt für Statistik

Aclens · Allaman · Aubonne · Ballens · Berolle · Bière · Bougy-Villars · Bremblens · Buchillon · La Chaux · Chavannes-le-Veyron · Chevilly · Chigny · Clarmont · Cossonay · Cuarnens · Denens · Denges · Dizy · Echandens · Echichens · Eclépens · Etoy · Féchy · Ferreyres · Gimel · Gollion · Grancy · Hautemorges · L'Isle · Lavigny · Lonay · Lully · Lussy-sur-Morges · Mauraz · Moiry · Mollens · Montricher · Mont-la-Ville · Morges · Orny · Pompaples · Préverenges · Romanel-sur-Morges · Saint-Livres · Saint-Oyens · Saint-Prex · La Sarraz · Saubraz · Senarclens · Tolochenaz · Vaux-sur-Morges · Villars-sous-Yens · Vufflens-le-Château · Vullierens · Yens